# Gilonne Guigonnat
Gilonne Guigonnat (Ambilly, 26 novembre 1998) è una biatleta francese.

## Biografia
Sorella di Antonin, a sua volta biatleta, e attiva dalla stagione 2016-2017, la Guigonnat in Coppa del Mondo ha esordito 18 marzo 2023 a Oslo Holmenkollen in sprint (59ª) e il 10 dicembre dello stesso anno ha ottenuto il primo podio, a Hochfilzen in staffetta (3ª); ai Mondiali di Nové Město na Moravě 2024, sua prima presenza iridata, si è classificata 23ª nell'individuale. Non ha preso parte a rassegne olimpiche.

## Palmarès

### Coppa del Mondo
- Miglior piazzamento in classifica generale: 22ª nel 2024
- 2 podi (1 individuale, 1 a squadre):
  - 2 terzi posti